# Mimmi Jensen Gellerhed
Mimmi Annika Jensen Gellerhed, född 25 januari 1970 i Östra Tollstads församling i Östergötlands län, är en svensk administratör och författare. 2022 romandebuterade hon med Vaken, som gavs ut på Albert Bonniers Förlag. Romanen recenserades i bland annat Svenska Dagbladet. Tidigare har hon fått dikter och noveller publicerade i olika tidskrifter, bland annat Populär Poesi och tidskriften Klass, samt i Storytel.
Vid sidan av sitt författarskap jobbar Jensen Gellerhed som schemaläggare på ett vårdföretag. Hon har läst flera skrivarkurser, bland annat Skrivarakademin. Hon växte upp i Mjölby, men är bosatt i Stockholm.